# Середина-Буда
Сере́дина-Бу́да (МФА: [seˈrɛdenɐ ˈbudɐ] ( прослухати)) — місто в Шосткинському районі Сумської області, центр Середино-Будської міської громади. До 19 липня 2020 року — центр Середино-Будського району. Розташоване на р. Бобрик. Залізнична станція на лінії Конотоп—Брянськ. Відстань до облцентру становить 211 км (автошлях Р44, який переходить у Т 1915). Населення — 6888 осіб (станом на 2022 рік).

## Географія

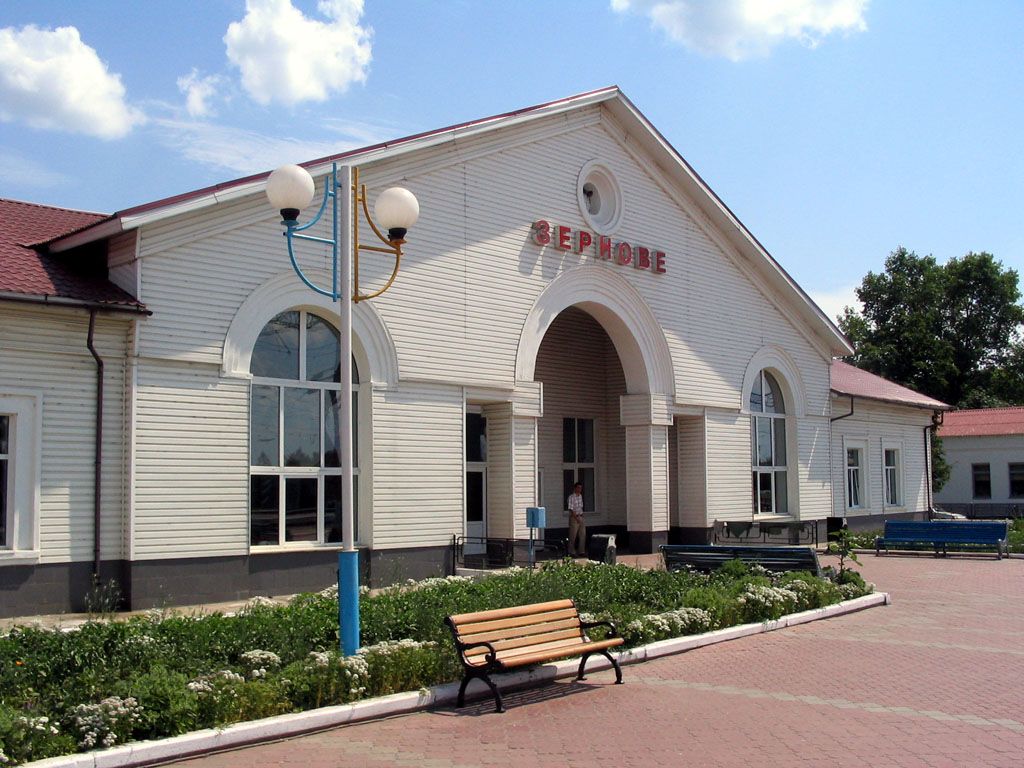
Залізнична станція Зернове

Місто розташоване біля джерел річок Уличка і Бобрик. До міста прилягає селище Зарічне.
Поряд із Семенівкою Чернігівської області є найпівнічнішим містом України.
Через місто проходять автомобільні дороги Т 1908, Т 1915 і залізнична лінія Хутір-Михайлівський — Брянськ (у 2023 році колія до державного кордону розібрана і станція фактично є кінцевою).[джерело?]

## Історія

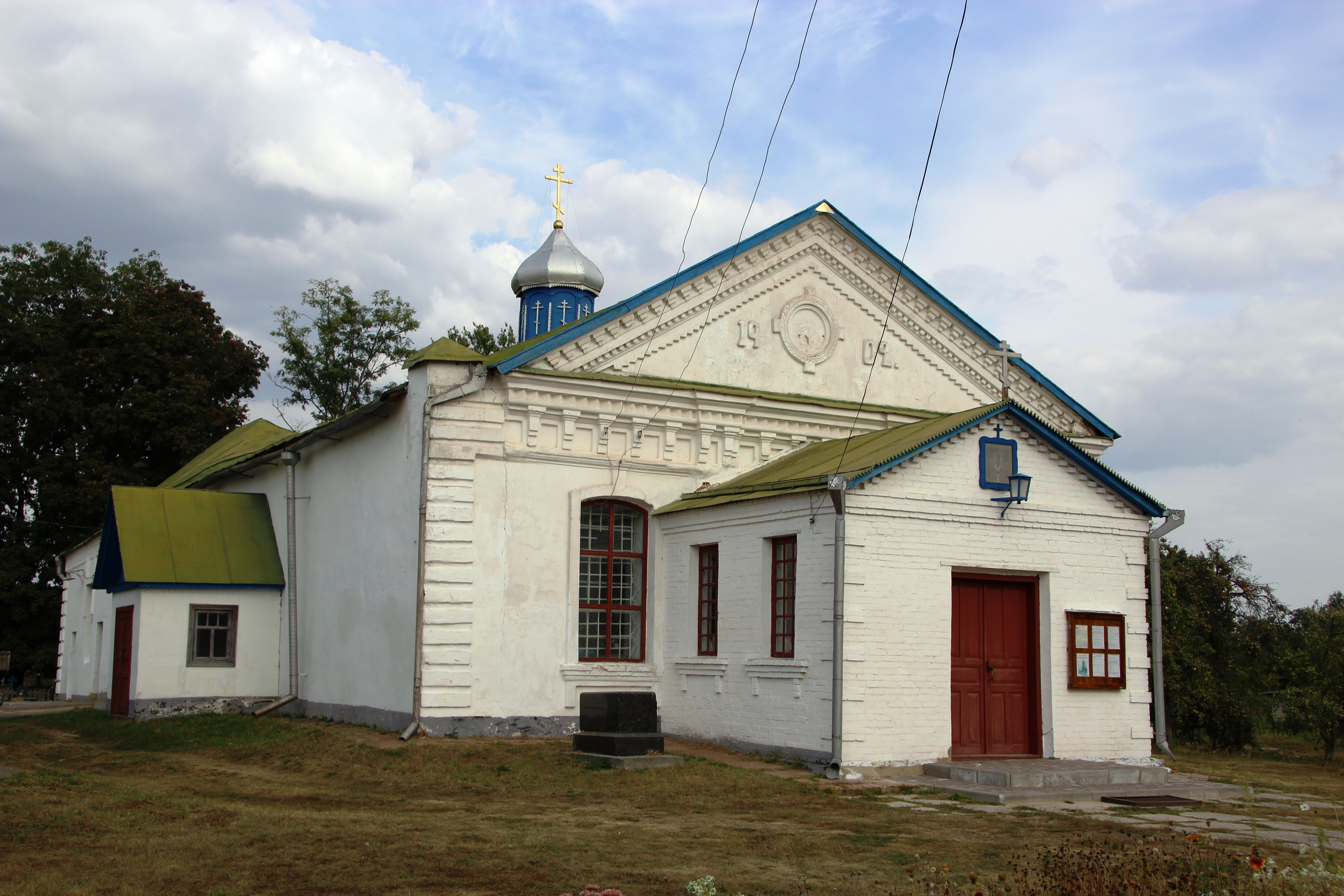
Миколаївська церква

Засноване в другій половині XVII ст. старообрядцями, які переселилися з Росії на територію Стародубського полку. Сюди втікали також кріпаки з Правобережної України. Назву пов'язують з розвитком ремесел у цих місцях: слово буда означало підприємство, на якому виготовляли з попелу поташ. За переказом, селище заснували переселенці, які прийшли сюди на чолі з козаком Середою, від прізвища його й виникла перша частина топоніма.
У 1689 р. гетьман Іван Мазепа віддав Середину-Буду своєму прибічникові Гамалії. На початку XVIII ст. Середина-Буда перейшла в розряд рангових сіл.
З 1668 р. по 1781 р. населений пункт перебував у складі Новгород-Сіверської сотні Стародубського полку. На початку XVIII ст. під час воєнних дій проти шведів тут перебував з військами Петро I. Понад 100 років Середина-Буда була селом, а з другої половини 80-х років XVIII ст. стала містечком. Після ліквідації полкового устрою містечко ввійшло до складу Новгород-Сіверського намісництва, потім — Малоросійської губернії, Чернігівської губернії, в 1918—1919 рр. — повітовий центр, у 20-х роках XX ст. — районний центр.
У другій половині XVIII ст. містечко стало торговим центром з розвинутими промислами, зокрема винокурінням. Великий винокурний завод на 48 котлів належав К. Розумовському. Широко велася торгівля хлібом, пенькою, конопляною олією, рибою, м'ясом. Приїжджі купці торгували сукном, шовком, залізними виробами. Згідно з описом Новгород-Сіверського намісництва 1779—1781 рр. тут нараховувалось 10 козацьких дворів та 383 двори рангових селян.
У 1859 р. тут жило 4674 осіб і було 473 двори. У 1844 році було відкрите двокласне училище, існувала невелика бібліотека-читальня. На початку XX ст. у Середині-Буді діяло 20 невеликих підприємств. Багато жителів займалося ремеслами — ковальським, шевським, кравецьким, бондарським, слюсарним. Частина жителів в пошуках заробітку виїхала на роботу в промислові центри, сезонно працювала в Курській, Полтавській, Подільській губерніях. З побудовою вузькоколійки Ворожба-Середина-Буда (1895 р.), а пізніше ділянки Навля-Конотоп на залізниці Москва-Київ (1905—1907 рр.) почала розвиватись лісорубна промисловість. Частина населення займалась городництвом та садівництвом. З розвитком господарства зростала і Середина-Буда. У 1910 р. в ній проживало 6290 осіб.
5 травня 1918 року відповідно до «Телеграми про замирення на німецько-українському фронті» місто Середина-Буда опинилася в «нейтральній зоні». Тут формувалися повстанські загони Боженка та Щорса, тут бували Станіслав Косіор, Артем (Сергєєв), Андрій Бубнов, Володимир Затонський, Юрко Коцюбинський, Віталій Примаков.
Середина-Буда постраждала внаслідок Голодомору 1932—1933 років.
Зайнята нацистськими військами 1 жовтня 1941 року
У роки Другої світової війни на Серединобудщині діяли три партизанські загони та партизанські з'єднання С. А. Ковпака, О. М. Сабурова та інші.
До середини лютого 2016 року в центрі Середини-Буди стримів пам'ятник Леніну.

### Російське вторгнення в Україну (з 2022)
Активні бойові дії на території міста почались 17 травня 2022 року, коли російські війська прийняли спробу прориву державного кордону в районі міста, а також завдали ударів з мінометів по околицях міста..
Наказом Міністерства з питань реінтеграції тимчасово окупованих територій України територія громади з 24 травня 2022 року була внесена до оновленого переліку територій України, де тривають бойові дії, або які перебувають в окупації російських військ.
Наприкінці березня 2024 року на рівні Уряду прийнято рішення про примусову евакуацію дітей з міста Середина-Буди, а також із сіл Студенка і Бачівська Есманьської громади у зв'язку з масованими російськими обстрілами.

## Населення

### Чисельність населення
| 1859 | 1897 | 1910 | 1939 | 1959 | 1970 | 1979 |
| ---- | ---- | ---- | ---- | ---- | ---- | ---- |
| 4603 | 4674 | 6290 | 7134 | 7862 | 7537 | 7965 |
|      | ▲    | ▲    | ▲    | ▲    | ▼    | ▲    |
| 1989 | 2001 | 2010 | 2015 | 2020 | 2022 | 2024 |
| 8499 | 7526 | 7298 | 7144 | 7020 | 6888 | ~800 |
| ▲    | ▼    | ▼    | ▼    | ▼    | ▼    | ▼    |

### Національний склад
Розподіл населення за національністю за даними перепису 2001 року:
| Національність  | Відсоток |
| --------------- | -------- |
| українці        | 81,58 %  |
| росіяни         | 17,57 %  |
| інші/не вказали | 0,85 %   |

### Мова
Розподіл населення за рідною мовою за даними перепису 2001 року:
| Мова            | Відсоток |
| --------------- | -------- |
| українська      | 13,79 %  |
| російська       | 86,06 %  |
| інші/не вказали | 0,15 %   |

## Відомі люди
- Маслюков Олексій Терентійович (1879—?) — народний музикант-лірник[15].
- Єлизавета Данилова — дбн, фахівець з антропологічної гематології.
- Сергій Ковальов — російський дисидент, політик, перший омбудсмен РФ.
- Красовицький Беніамін Ісакович — учитель, ветеран німецько-радянської війни.
- Зиновій Красовицький — український науковець, професор, доктор медичних наук, заслужений лікар України.
- Кулик Олександр Васильович (1957—2022) — український тренер з велосипедного спорту, майстер спорту, заслужений тренер Української РСР (1988). Загинув 1 березня 2022 року в боях у ході російського вторгнення в Україну.
- Хочина Ірина Вікторівна (* 1994) — українська лучниця.

## У культурі
- Середина-Буда згадується в науково-фантастичному романі «Хвилі гасять вітер» братів Стругацьких як місце народження одного з персонажів — українського науковця Богдана Гайдая.